# Глигор Кабранов
Глигор Николов Кабранов е български революционер, деец на Вътрешната македоно-одринска революционна организация.

## Биография
Роден е в 1866 година в град Струмица, тогава в Османската империя. Присъединява се към ВМОРО при нейното начало в Струмица и Струмишко. Действа в града като десетар на група. Действа и като куриер. Като такъв участва в пленяването на струмишкия бей през 1897 година. През 1904 година прехвърля четата на Иван Тодев в помощ на обсадената в Куклиш чета на Кръстьо Новоселски. Участва в убийството на Ислям бей в Банско, също като куриер.
През 1946 година подава молба за илинденска пенсия. Такава не е получавал от България „по простата причина дека не сум имал време да йа искам оти си се евакуираха“.